# Usina Hidrelétrica 14 de Julho
A Usina Hidrelétrica 14 de Julho está localizada Rio Grande do Sul, nos municípios de Cotiporã e Bento Gonçalves, às margens do rio das Antas e tem capacidade de geração de 100 MW. Tem uma altura máxima de 33,5 metros e uma área alagada de 6 km². É operada pela Cia. Energética Rio das Antas (Ceran).
Em 2 de maio 2024, devido as fortes chuvas que afetaram a região da barragem, a Usina Hidroelétrica 14 de Julho colapsou parcialmente.